# Dětkovice (Vyškovi járás)
Dětkovice település Csehországban, Vyškovi járásban. Dětkovice Koválovice-Osíčany, Pačlavice és Švábenice településekkel határos. Lakosainak száma 272 fő (2024. január 1.).

## Népesség
A település lakosságának változását az alábbi diagram mutatja:
| Lakosok száma | 342  | 375  | 450  | 368  | 303  | 258  | 270  | 274  | 273  | 272  |
|               | 1869 | 1890 | 1921 | 1950 | 1980 | 2001 | 2017 | 2019 | 2022 | 2024 |